# Municipio de Bryant (condado de Faulk)
El municipio de Bryant (en inglés: Bryant Township) es un municipio ubicado en el condado de Faulk en el estado estadounidense de Dakota del Sur. En el año 2010 tenía una población de 18 habitantes y una densidad poblacional de 0,19 personas por km².

## Geografía
El municipio de Bryant se encuentra ubicado en las coordenadas 45°1′59″N 99°16′39″O / 45.03306, -99.27750. Según la Oficina del Censo de los Estados Unidos, el municipio tiene una superficie total de 93.12 km², de la cual 91,31 km² corresponden a tierra firme y (1,94 %) 1,8 km² es agua.

## Demografía
Según el censo de 2010, había 18 personas residiendo en el municipio de Bryant. La densidad de población era de 0,19 hab./km². De los 18 habitantes, el municipio de Bryant estaba compuesto por el 100 % blancos. Del total de la población el 0 % eran hispanos o latinos de cualquier raza.